# Grand échanson (Hongrie)
Le grand échanson (en hongrois : pohárnokmester ou főpohárnok ; en allemand : Königliche Oberst-Grossmundschenke ; en latin : pincernarum regalium magistri ou magister pincernarum) est un grand officier de la maison royal du royaume de Hongrie. Il est mentionné pour la première fois en 1148.
Il était à l'origine chargé de servir à boire au roi, aux princes ou à tout autre personnage de haut rang. L'échanson devait en particulier veiller à écarter tout risque d'empoisonnement et parfois même goûter le vin avant de le servir. Par la suite, il devint responsable en chef de la fourniture et du service des boissons.

## Sources
- Engel, Pál (2001). The Realm of St Stephen: A History of Medieval Hungary, 895–1526. I.B. Tauris Publishers.  (ISBN 1-86064-061-3).
- Fallenbüchl, Zoltán : Magyarország főméltóságai ("Hauts Dignitaires en Hongrie"). Maecenas Könyvkiadó, 1988.  (ISBN 963-02-5536-7)